# Luise Zietz
Luise Zietz (Bargteheide, 1865 – Berlim, 1922) foi uma socialista e feminista alemã. Foi a primeira mulher a ocupar um cargo em um partido principal na Alemanha. Também ajudou a trazer o movimento feminista socialista para o Partido Social-Democrata da Alemanha.
Em 1908, no mesmo ano em que o governo legalizou a participação das mulheres na política, Zietz se tornou a primeira mulher nomeada para o comitê executivo do Partido Social-Democrata da Alemanha. Posteriormente, nomeou Marie Juchacz como secretária das mulheres de Colónia, uma posição paga pelo partido.
Também contribuiu para o Dia Internacional da Mulher. Em agosto de 1910, foi organizada uma Conferência Internacional das Mulheres para preceder a reunião geral da Segunda Internacional Socialista em Copenhague, Dinamarca. Inspirada em parte pelas ações dos socialistas norte-americanos, Zietz propôs o estabelecimento de um Dia Internacional da Mulher Internacional (singular) e foi secundada por companheiras socialistas e líderes comunistas, embora nenhuma data tenha sido especificada nessa conferência. Os delegados (100 mulheres de 17 países) concordaram com a ideia como uma estratégia para promover a igualdade de direitos, incluindo o sufrágio para as mulheres. No ano seguinte, em 19 de março de 1911, a IWD foi marcada pela primeira vez por mais de um milhão de pessoas na Áustria, Dinamarca, Alemanha e Suíça.
Zietz juntamente com Friedrich Ebert, Hugo Haase, Hermann Molkenbuhr e Hermann Müller participaram da Conferência Socialista de Viena de 1915 representando o Partido Social-Democrático da Alemanha. Em 1917, foi uma das principais agitadoras a favor de uma divisão no partido, o que levou à formação do Partido Social-Democrata Independente da Alemanha. Ela então se tornou líder na criação do movimento feminino desse partido. Em 1919, tornou-se uma das primeiras mulheres a integrar o Reichstag, o legislativo da República de Weimar.